# Ruta de Illinois 123
La Ruta de Illinois 123, y abreviada IL 123 (en inglés: Illinois Route 123) es una carretera estatal estadounidense ubicada en el estado de Illinois. La carretera inicia en el oeste desde la IL 125     en Pleasant Plains hacia el este en la I 55     en Williamsville. La carretera tiene una longitud de 54,3 km (33.72 mi).

## Mantenimiento
Al igual que las autopistas interestatales, y las rutas federales y el resto de carreteras estatales, la Ruta de Illinois 123 es administrada y mantenida por el Departamento de Transporte de Illinois por sus siglas en inglés IDOT.